# 沼津市立愛鷹中学校
沼津市立愛鷹中学校（ぬまづしりつ あしたかちゅうがっこう）は、静岡県沼津市西椎路にある公立中学校。愛鷹小学校の卒業生が進学する。

## 沿革
- 1947年 - 愛鷹村立愛鷹中学校設立
- 1953年 - 校歌制定
- 1955年 - 沼津市立愛鷹中学校に改称

## 著名な卒業生
- 山田光 - ソウルオリンピック女子柔道66kg級金メダリスト
- 渡邊圭二 - サッカー選手（ジェフユナイテッド市原・千葉）
- 愛鷹亮 - キックボクサー、Bigbang初代ヘビー級王者、K-1ファイター

## 周囲の施設
- 富士通沼津工場
- 東名高速道路愛鷹パーキングエリア
- 目黒身遺跡 - 1961年に運動場の工事を行っている際に一部が発見された。
- 沼津市立愛鷹小学校
- 旧・静岡県立沼津技術専門校 - 2008年4月に沼津市内の門池地区へ移転

## 通学区域
- 青野（一部）、鳥谷、西椎路、東原、東椎路、宮本、柳沢（一部）[1]